# 白石聖のわたくしごとですが…
『白石聖のわたくしごとですが…』（しらいしせいのわたくしごとですが…）は、文化放送をキーステーションに、NRN系で放送されていた『レコメン!』内コーナーとして始まったラジオ番組。2021年3月末から終了まで単独番組として放送された。

## 概要
女優・白石聖が初めてパーソナリティを務めているラジオ番組。歯に衣着せぬストレートな物言い（番組紹介に「クールに見えるが意外に毒舌」と書かれている為、本人は毒を吐いているつもりはないと番組内で度々否定）で恋愛相談に乗るのも得意な白石がリスナーにズバッと本音で語りかけていく。
白石はラジオに臨む姿勢として、リスナーと対等に話したいため、着飾ることのない素の自分を出すように心がけていると語っている。
「レコメン!」内コーナー時代は実質10分しかなかったが、独立番組化以後は正確に15分番組になったので、後半で1曲流されるようになった。月曜にナイター中継がある際は、別曜日（主に火曜）に放送された。

## パーソナリティ
- 白石聖

## 放送時間
- 「レコメン!」内包時代：

| 放送対象地域 | 放送局名            | 放送系列 | 放送時間           | 備考   |
| ------------ | ------------------- | -------- | ------------------ | ------ |
| 関東広域圏   | 文化放送            | NRN      | 火曜 23:30 - 23:45 | 制作局 |
| 秋田県       | 秋田放送            | NRN      | 火曜 23:30 - 23:45 |        |
| 福島県       | ラジオ福島          | NRN      | 火曜 23:30 - 23:45 |        |
| 静岡県       | 静岡放送            | NRN      | 火曜 23:30 - 23:45 |        |
| 京都府       | 京都放送（KBS京都） | NRN      | 火曜 23:30 - 23:45 |        |
| 愛媛県       | 南海放送            | NRN      | 火曜 23:30 - 23:45 |        |
| 兵庫県       | ラジオ関西          |          | 火曜 23:30 - 23:45 |        |

- 2021年3月29日 - 9月20日[注 1]：文化放送 月曜 18:45 - 19:00[6]
- 2021年10月1日 - 2022年3月18日[注 2]：文化放送 金曜 19:15 - 19:30

## 番組コーナー
ふつおた
白石への質問や出演作品を観た感想などを募集するコーナー。
君の恋バナを聞かせて
リスナーの恋の話を募集するコーナー。
バチバチを回避せよ! 金曜日の討論会
リスナーから2択の質問を募集して、白石、スタッフの答えを一致させようというコーナー。
聖ちゃま、これハマりそうですか?
白石がハマりそう、興味を持ちそうなことを募集するコーナー。
女優・白石聖が聞かれたことがない質問
番組の最後に行うコーナー。タイトルのままでインタビューで白石が聞かれたことのないような質問を募集するコーナー。
この他、毎回、白石がセレクトした1曲を流している。

### レコメン!時代の番組コーナー
ふつおた/ふつぶやき
白石への質問や出演作品を観た感想などをメール、Twitterのつぶやきで募集している。
白石ならこうしますけど…
恋についての悩みやのろけ話を募集する恋愛相談コーナー。
白石聖にレコメン!
リスナーの周りで今、流行っているもの・ことを募集するコーナー。
SNS恐怖症を克服せよ! このツイートありなしジャッジ
リスナーが悩んでいるSNSで○○なツイートをしていいかどうかを白石が判定するコーナー。
ガチ恋ごとですが…
リスナーが今、ガチ恋していることを募集するコーナー。
わたくしごとですが…的質問箱
白石に聞きたい簡単な質問を募集し、それに答えていくコーナー。
毎週、この中から1つのコーナーにチャレンジしている。

## ゲスト
2018年
- 11月20日 - 柴田杏花
- 11月27日 - 萩原みのり
- 12月4日 - 加藤小夏

2019年
- 3月19日 - 小野莉奈
- 4月23日、4月30日 - 岡山天音
- 7月9日、7月16日 - The Super Ball
- 9月3日、9月10日 - 松田るか、田中珠里、松川星（ドラマ『だから私は推しました』の共演者）

2020年
- 1月28日、2月4日 - 桂正和、豊島圭介、安里麻里

2021年
- 12月31日 - 田中珠里

2022年
- 1月7日 - 田中珠里